# ميلان لانغر
ميلان لانغر (بالتشيكية: Milan Langer)‏ هو تربوي وعازف بيانو تشيكي، ولد في 10 يوليو 1955 في براغ في التشيك.